# Comté de Lamar (Géorgie)
Pour les articles homonymes, voir Comté de Lamar.
Le comté de Lamar est un comté de Géorgie, aux États-Unis.

## Démographie
| 1930  | 1940   | 1950   | 1960   | 1970   | 1980   |
| ----- | ------ | ------ | ------ | ------ | ------ |
| 9 745 | 10 091 | 10 242 | 10 240 | 10 688 | 12 215 |

| 1990   | 2000   | 2010   | - | - | - |
| ------ | ------ | ------ | - | - | - |
| 13 038 | 15 912 | 18 317 | - | - | - |